# Internationella Engelska Skolan
Internationella Engelska Skolan (IES) är en svensk friskoleorganisation, som grundades 1993 av Barbara Bergström.
Skolorna har en stor andel av undervisning på engelska i alla ämnen förutom svenska och samhällskunskap. Lärare med engelska som modersmål är rekryterade främst från Kanada, USA, Storbritannien, Australien och Sydafrika. Skolorna försöker bli kända som skolor med inriktning på ordning och struktur. Denna filosofi kallar IES  ”Tough love”, vilket också är titeln på en bok publicerad 2018 av Hans och Barbara Bergström.

## Företaget

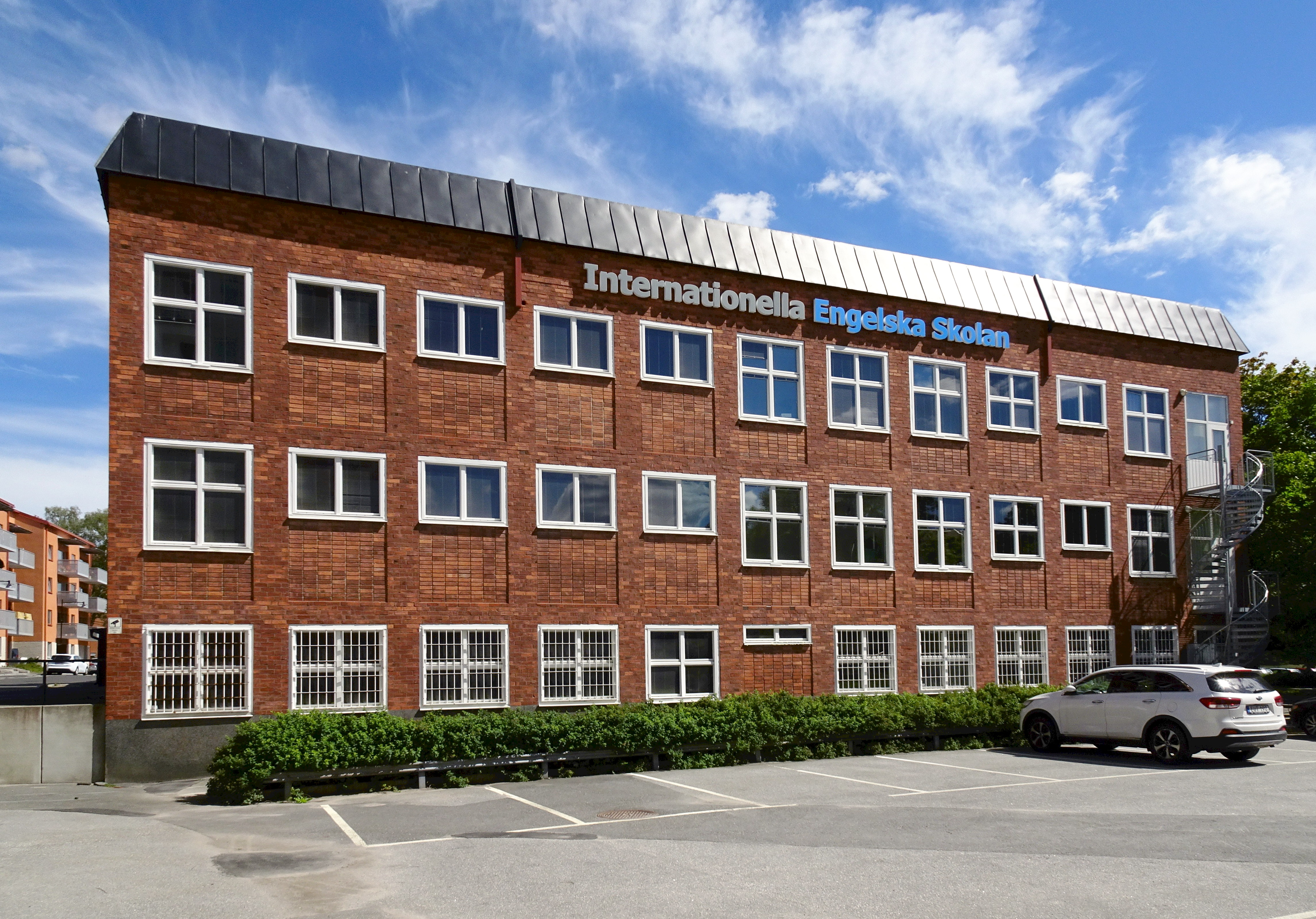
Internationella Engelska Skolan i f.d. Gubbängens gymnasium, Stockholm, 2016.

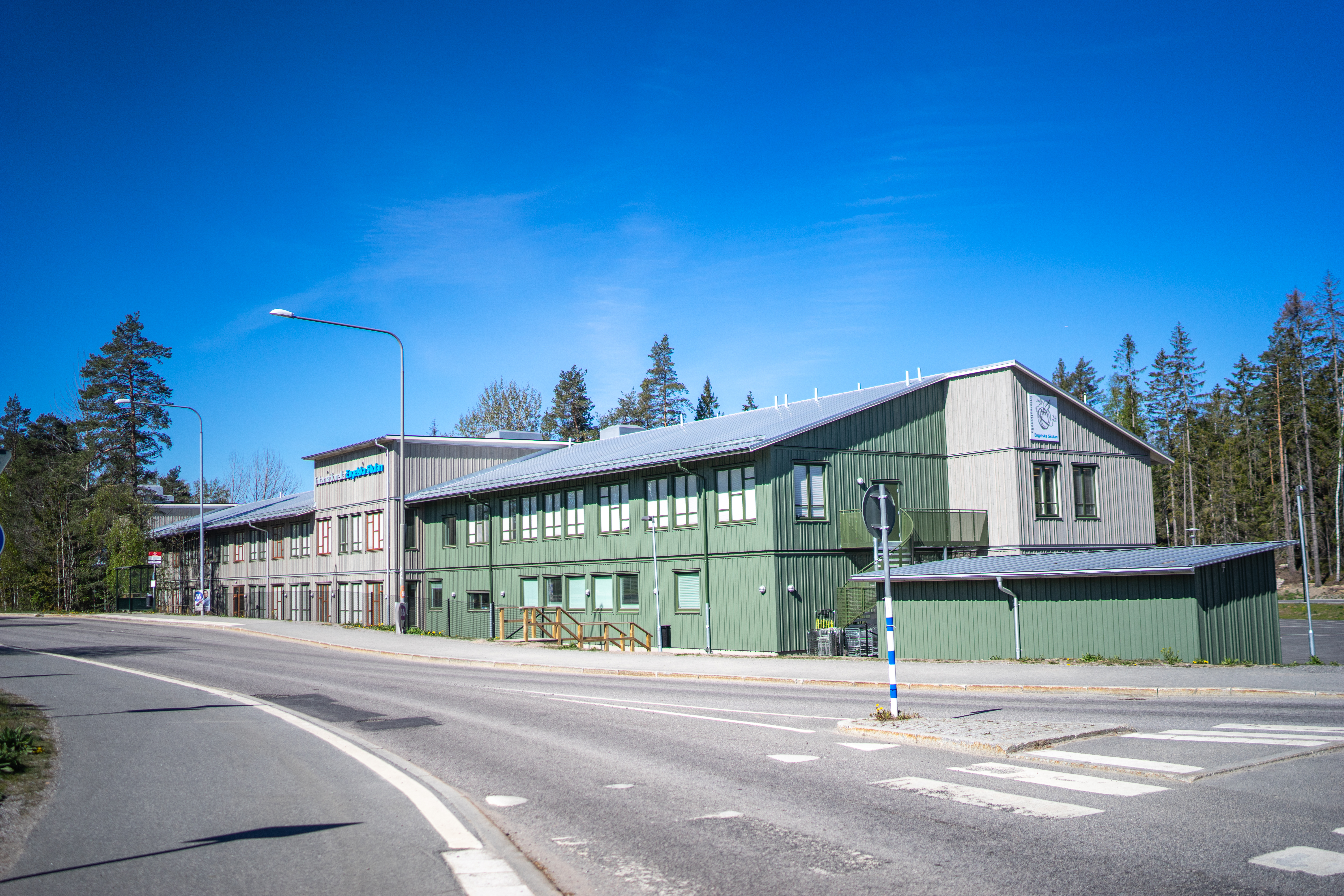
Internationella Engelska Skolan Länna, i Länna, Huddinge kommun

Skolan är Sveriges största fristående grundskoleverksamhet. Verksamhetsåret 2021/2022 går drygt 30 000 elever i Sverige i företagets 42 grundskolor i årskurserna F–9 och den enda gymnasieskolan (Internationella Engelska Gymnasiet på Södermalm i Stockholm). Grundskolorna finns i Borås, Bromma, Enskede (Gubbängen), Eskilstuna, Falun, Gävle, Halmstad, Helsingborg, Huddinge Central, Hässelby Strand, Hässleholm, Johanneberg (Göteborg), Järfälla, Jönköping, Karlstad, Kista, Krokslätt (Göteborg), Kungsbacka, Landskrona, Liljeholmen (Telefonplan), Linköping, Lund, Luleå, Länna, Nacka, Sigtuna, Skellefteå, Skärholmen, Solna, Sundbyberg, Sundsvall, Södertälje, Tyresö, Täby, Umeå, Upplands Väsby, Uppsala, Värmdö, Västerås, Älvsjö, Årsta, Örebro och Östersund. Dessutom finns flera skolor i Spanien. Företaget hade 2021/2022 omkring 3 500 anställda.
Verksamheten bedrivs som aktiebolag. 2012 sålde Barbara Bergström 75% av bolaget till Bostonbaserade investeringsbolaget TA Associates, med nära anknytning till ledande amerikanska universitet och stiftelser. I september 2016 börsnoterades IES på Nasdaq Stockholm. Hösten 2020 sålde TA Associates sin ägarandel till Tysklandsbaserade investeringsbolaget Paradigm AG, grundat av svensken Jan Hummel, som fokuserar på investeringar i kvalitetsbolag i norra Europa. 
Internationella Engelska Skolan avnoterades från Stockholmsbörsen i december 2020.

## Utmärkelser
Grundaren Barbara Bergström har i olika sammanhang tilldelats utmärkelser som exempelvis ”Årets företagare”. Svenska Dagbladets Affärsbragd och Kungl. Patriotiska sällskapets stora medalj i guld ”för betydande fostrargärning”.

## Kritik
- Skolinspektionen har kritiserat IES för att alla nystartade skolor inom koncernen mellan 2021 och 2023 använt sig av utländska lärare utan svensk lärarlegitimation, trots att det strider mot lagen.[9]
- I december 2023 avslöjade SVT att Internationella Engelska Skolan lämnat felaktiga uppgifter till Skolverket och fått statsbidrag de inte hade rätt till. SVT hade identifierat 90 olegitimerade språklärare runt om i Sverige som skolan fått miljontals kronor för genom det så kallade Lärarlönelyftet.[10] Enligt skolan har detta skett av misstag och hänvisar till den ”mänskliga faktorn”.[11]

## Delägare
IES har två huvudägare, Paradigm och The Hans and Barbara Bergstrom Foundation, en stiftelse till vilken grundaren donerade alla sina kvarvarande aktier i IES. Barbara Bergström är ordförande i IES Holding, med Jan Hummel och Carola Lemne som styrelsemedlemmar. Carola Lemne är styrelseordförande i det bolag som är huvudman för skolorna i Sverige, IES AB. VD är Anna Sörelius-Nordenborg.

## Skolor

### Grundskolor
- 1993–2022 Internationella Engelska Skolan Norr
- 1998–2022 Internationella Engelska Skolan Enskede
- 2002–2022 Internationella Engelska Skolan Järfälla
- 2003–2022 Internationella Engelska Skolan Gävle
- 2003–2022 Internationella Engelska Skolan Linköping
- 2005–2022 Internationella Engelska Skolan Bromma
- 2006–2022 Internationella Engelska Skolan Eskilstuna
- 2006–2022 Internationella Engelska Skolan Täby
- 2008–2022 Internationella Engelska Skolan Sundsvall
- 2009–2022 Internationella Engelska Skolan Jönköping
- 2009–2022 Internationella Engelska Skolan Karlstad
- 2010–2022 Internationella Engelska Skolan Borås
- 2010–2022 Internationella Engelska Skolan Nacka
- 2011–2022 Internationella Engelska Skolan Hässelby Strand
- 2012–2022 Internationella Engelska Skolan Halmstad
- 2012–2022 Internationella Engelska Skolan Västerås
- 2013–2022 Internationella Engelska Skolan Huddinge
- 2013–2022 Internationella Engelska Skolan Johanneberg
- 2013–2022 Internationella Engelska Skolan Skärholmen
- 2014–2022 Internationella Engelska Skolan Falun
- 2014–2022 Internationella Engelska Skolan Liljeholmen
- 2014–2022 Internationella Engelska Skolan Tyresö
- 2015–2022 Internationella Engelska Skolan Hässleholm
- 2015–2022 Internationella Engelska Skolan Kista
- 2022 Internationella Engelska Skolan Växjö
- Internationella Engelska Skolan Helsingborg
- Internationella Engelska Skolan Krokslätt
- Internationella Engelska Skolan Kungsbacka
- Internationella Engelska Skolan Landskrona
- Internationella Engelska Skolan Lund
- Internationella Engelska Skolan Länna
- Internationella Engelska Skolan Sigtuna
- Internationella Engelska Skolan Skellefteå
- Internationella Engelska Skolan Solna
- Internationella Engelska Skolan Staffanstorp
- Internationella Engelska Skolan Sundbyberg
- Internationella Engelska Skolan Södertälje
- Internationella Engelska Skolan Trelleborg
- Internationella Engelska Skolan Umeå
- Internationella Engelska Skolan Upplands Väsby
- Internationella Engelska Skolan Uppsala
- Internationella Engelska Skolan Värmdö
- Internationella Engelska Skolan Älvsjö
- Internationella Engelska Skolan Årsta
- Internationella Engelska Skolan Örebro
- Internationella Engelska Skolan Östersund

### Gymnasiskolor
- Internationella Engelska Gymnasiet Södermalm